# Probolomyrmex brevirostris
Probolomyrmex brevirostris är en myrart som först beskrevs av Auguste-Henri Forel 1910.  Probolomyrmex brevirostris ingår i släktet Probolomyrmex och familjen myror. Inga underarter finns listade i Catalogue of Life.